# Skocznia (skała)
Skocznia – skała w grupie Kamieni Brodzińskiego, znajdująca się na granicy wsi Rajbrot i Lipnica Murowana w województwie małopolskim, w powiecie bocheńskim, w gminie Lipnica Murowana. Pod względem geograficznym rejon ten należy do Pogórza Wiśnickiego w obrębie Pogórza Zachodniobeskidzkiego. Kamienie Brodzińskiego znajdują się w lesie w szczytowych partiach wzniesienia Paprocka (także Paprotna), na obszarze Wiśnicko-Lipnickiego Parku Krajobrazowego i od 1962 roku są pomnikiem przyrody.
Skocznia to piaskowcowy ostaniec najdalej wysunięty na zachód w grupie czterech skał na wierzchołku Paprockiej. Znajduje się tuż obok złożonej z dwóch skał Pękniętej. Trzy te skały tworzą grupę skalną, która w niektórych publikacjach nazywana jest Okrętem, gdyż w widoku od wschodu przypomina kształtem okręt typu koga. Skocznia ma szerokość 8 m i wysokość 11 m i ograniczają ją płaszczyzny ciosowe będące skutkiem wietrzenia. Na pionowym przekroju widoczne są dwie warstwy piaskowca. Dolną warstwę tworzą nieregularnego kształtu płyty z różnymi typami warstwowania, przedzielone fugami i ciągiem jamistych struktur. Górną część grzybów tworzy zwarty, odporny na wietrzenie piaskowiec.
Bocheński oddział Polskiego Towarzystwa Tatrzańskiego już w 1938 r. wykupił teren, na którym znajdują się Kamienie Brodzińskiego, by je chronić. Wówczas był to obszar bezleśny i z Kamieni Brodzińskiego rozpościerała się szeroka panorama widokowa.

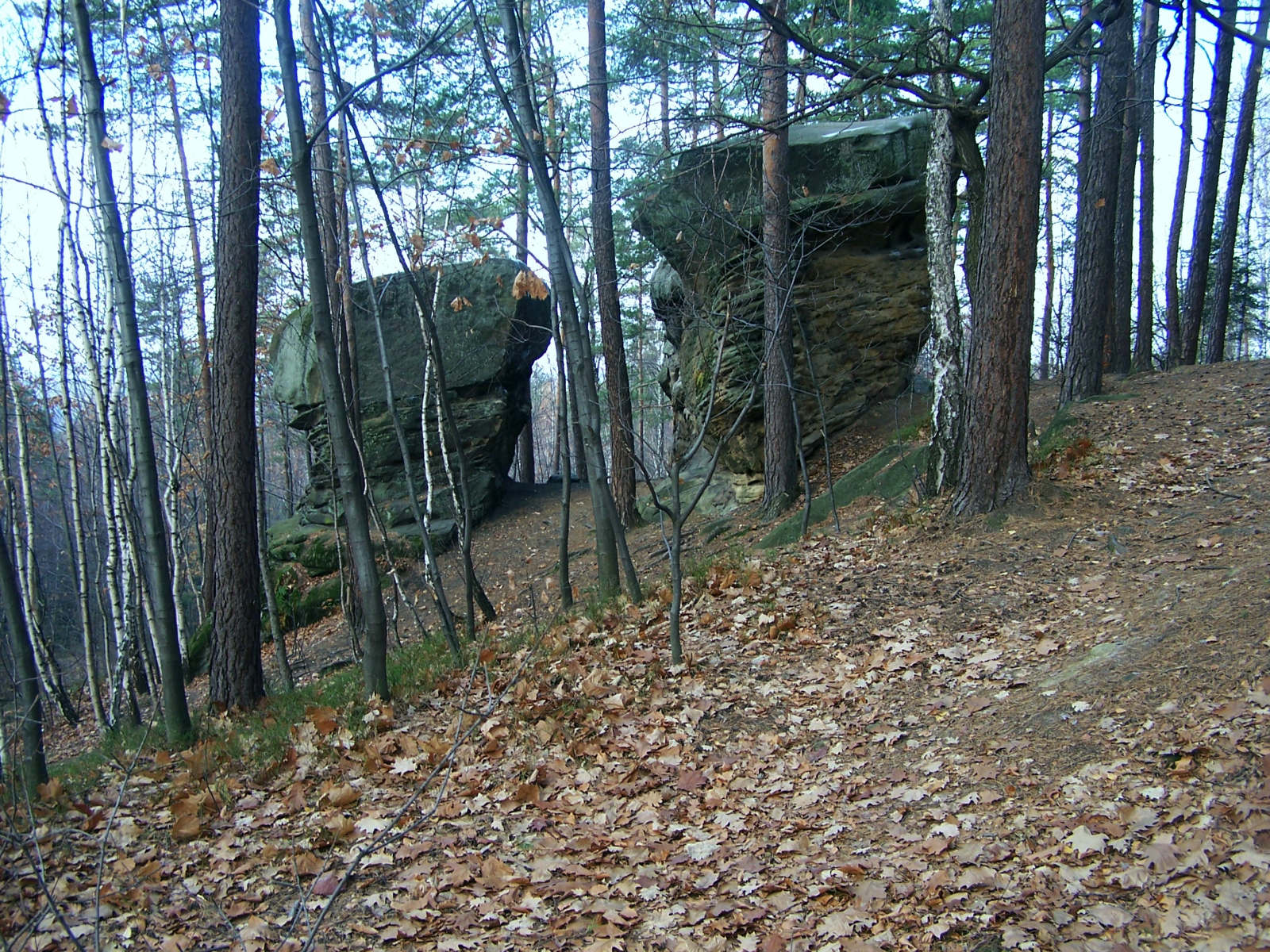
Skocznia i Pęknięta
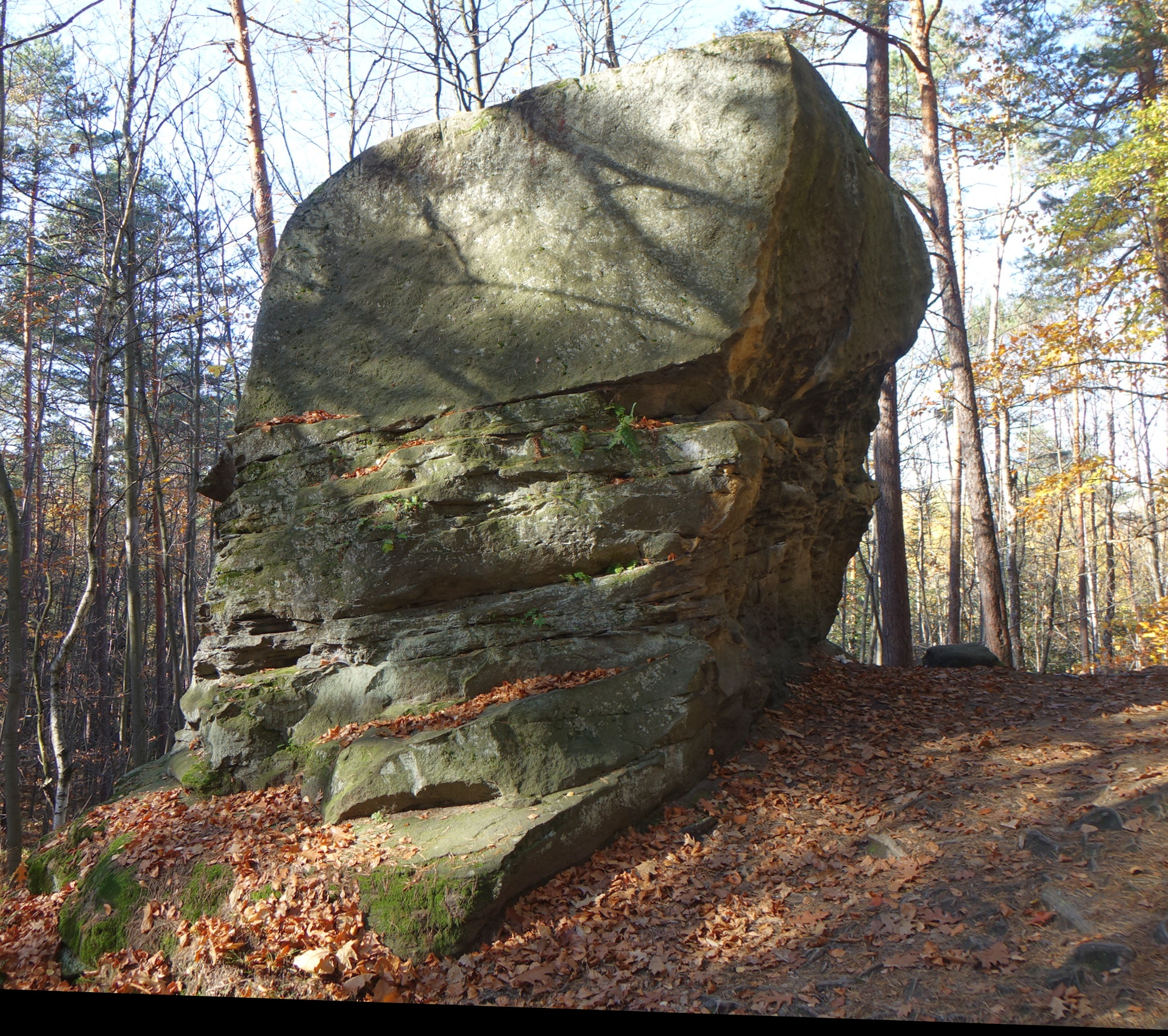
Skocznia
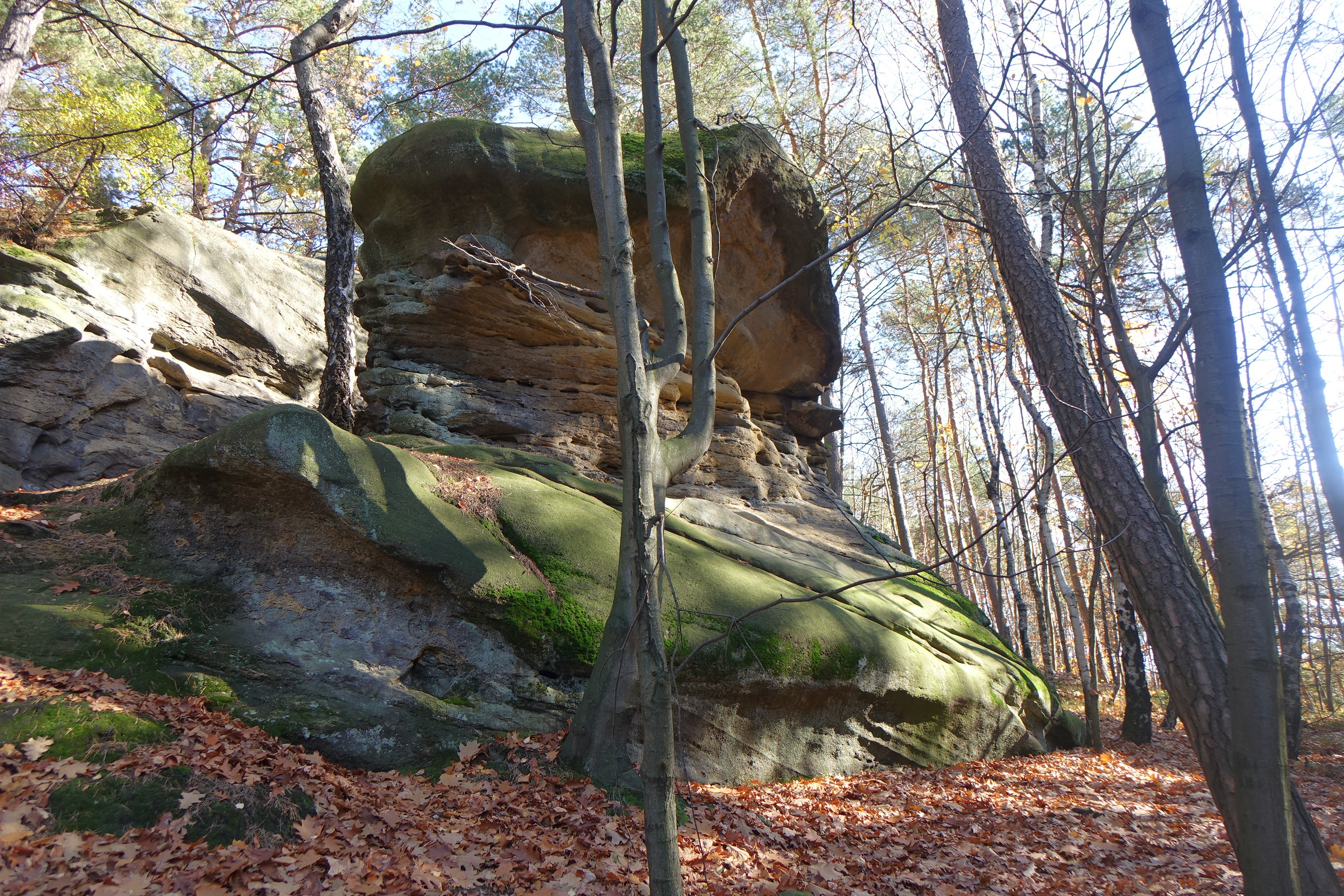
Skocznia
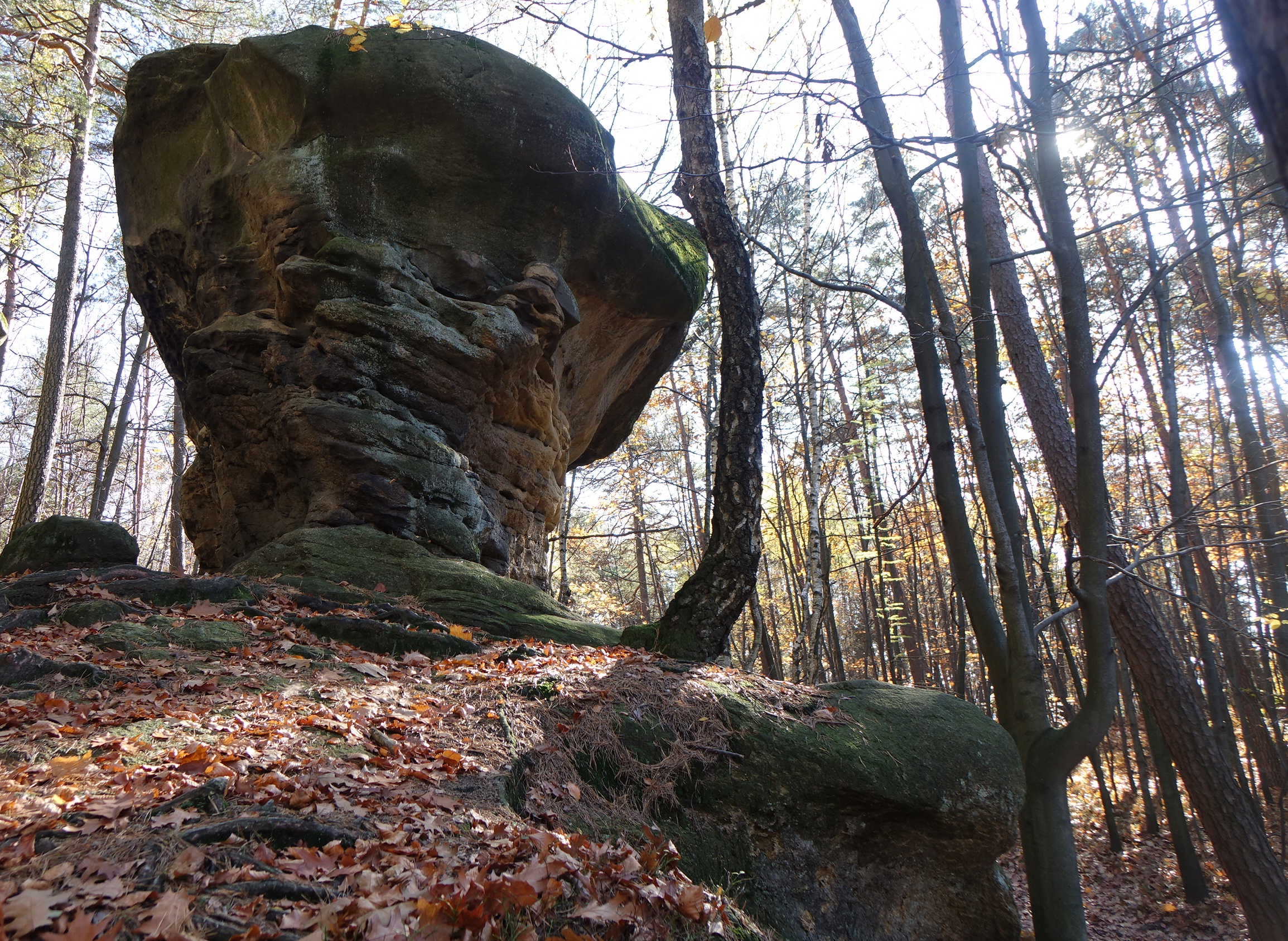
Skocznia
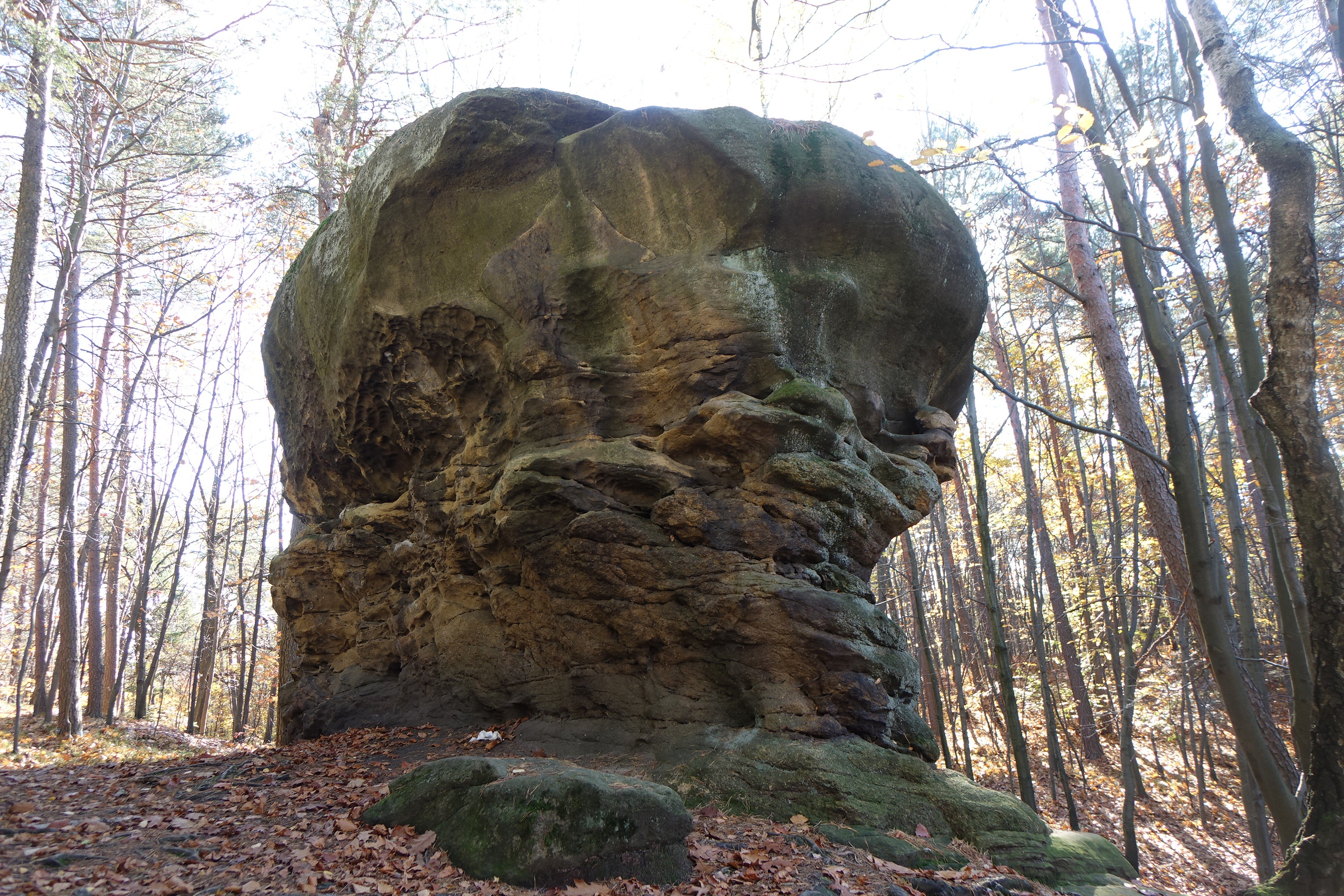
Skocznia

## Bouldering
Na północnej i zachodniej ścianie Skoczni uprawiany jest bouldering. Wspinano się tutaj już w latach 90. XX wieku. Jest 6 dróg wspinaczkowych o trudności od 3+ do 7c+ w skali francuskiej. Skała jest nieco krucha, lądowisko płaskie.

Ściana północna
1. Próg; 3+
2. Łukasz Kruczek; 4+
3. Martin Schmitt; 6b
4. Jojo; 6a+
5. Adam Małysz; 7c+

Ściana zachodnia
1. Gu-gu; 6a[4].

## Szlaki turystyczne
Do Kamieni Brodzińskiego najłatwiej można dojść ścieżką od położonej przy drodze nr 966 restauracji „Zajazd pod Kamieniem” (10 min).
 Bochnia – Nowy Wiśnicz – Kamień-Grzyb – Kamienie Brodzińskiego – Rajbrot – Łopusze – Przełęcz Rozdziele – Widoma – góra Kamionna – Pasierbiecka Góra – Tymbark.
 tworząca zamknięta pętlę ścieżka dydaktyczna. Ma początek przy drodze nr 966, obok restauracji „Zajazd pod Kamieniem”.